# Zkřížené meče
Zkřížené meče je česká filmová pohádka z roku 1997 režírovaná Miroslavem Sobotou.

## Děj
Hrabě ze Salmu má dvě dcery, starší Alexandru a mladší Helenku. Alexandru chce hrabě provdat, proto pozve na svůj zámek Arnošta, syna svého přítele. Alexandra se ale vdávat nechce, raději trénuje šerm s Krištofem.
Když Arnošt přijede na zámek hraběte ze Salmu, přiveze jako dárek Alexandře bonboniéru. Kvůli Arnoštovi uspořádá hrabě ze Salmu hon, na kterém se Arnošt zraní. Alexandra se za Arnošta provdat nechce, ale Helenka by se za něj provdat chtěla. S tím nesouhlasí hrabě, protože chce, aby se nejprve provdala starší dcera.
Alexandra uteče z domu a jde se poradit za lesní ženou Marunou, jaká ji čeká budoucnost. Maruna se třikrát podívá do své křivule. Za každé podívání Alexandra musí zaplatit, za první šaty, za druhé botami a za třetí svými vlasy. Maruna jí dá jiné staré šaty a navíc kouzelnou mast, pomocí které se ten, kdo bude mastí namazán, stane takovým, jakým Alexandra bude chtít, aby byl. Při svém putování Alexandra narazí na mladého muže na koni (že onen mladík je princ Valentin, který se vrací domů, neví). Jeho kůň je raněný a tak mu Alexandra pomůže kouzelnou mastí. Alexandra se mladíkovi představí jako Saša.
Mladík za to vezme Alexandru s sebou. Ve městě se zastaví v hostinci, kde se mladík ptá hostinského, neboť byl dlouho mimo zemi, zda je ještě u moci současný král. Hostinský mu odpoví, že ano, ale že je na tom špatně a že se o něj stará jeho bratr vévoda Gaston. Mladík u sebe nemá moc peněz, proto přemýšlí, jak je rozdělit, ale Alexandra u sebe peníze má. Koupí pro Alexandru koně, boty a meč a vydají se spolu do královského města.
Mezitím hrabě ze Salmu požádá Krištofa, aby se vydal Alexandru hledat. Při tom komorná hraběte ze Salmu zjistila, že utekla i Helenka. Měla namířeno za Arnoštem, který ji hraběti později přivezl zpět. Helence se zpět nechtělo, tak Arnošta poškrábala svými nehty tak, že mu zůstala jizva na tváři.
Krištof začne své hledání u lesní ženy Maruny. Maruna se dívá do své křivule, ale vidí tam jenom samé meče. Krištof říká, že to by Alexandře odpovídalo. Maruna nechce za podívání se do křivule zaplatit, protože je ráda, že ji hrabě ze Salmu nechává na svém panství.
Valentin s Alexandrou dorazí do královského města a usadí se v hostinci. Hostinský jim vypráví, co se v království děje. Do hostince přijde Hugo, který staví vojsko pro vévodu Gastona. Valentin mu nabídne, že by se chtěl také stát členem vojska. Hugo si vyzkouší jeho schopnosti a přijme ho. Na Valentinovu přímluvu je přijatá také Alexandra. Když jsou Valentin s Alexandrou ubytováni, nejprve se umyjí. Alexandře se do mytí nechce, proto se vymluví. Trochu se s Valentinem škádlí, Valentin Alexandru zmáčí, ona vykřikne a Valentinovi dojde, že Saša je dívka.
Gastonovo vojsko sídlí ve starém klášteru. V noci, když Alexandra spí, princ Valentin jde tajnou chodbou, o které vědí jenom členové královské rodiny, z kláštera do otcovy ložnice. Král je překvapen, když vidí svého syna živého. Valentin po něm chce, aby na následující večer svolal královskou radu, aby označil svého nástupce.
Následující den je do kláštera doveden zajatý Krištof. Krištof se nabídne vévodovi Gastonovi do služeb a na oplátku mu vévoda Gaston slíbí, že mu pomůže najít Alexandru. Alexandra si Krištofa všimne a domluví se s ním, aby jí tykal. Poté ho představí Valentinovi.
Po tréninku princ Valentin promlouvá k vojákům a pomocí svého pečeťního prstenu jim dokáže, že je opravdu princ Valentin, který byl považován za mrtvého. Vidí to Gastonův poskok a chce Gastona informovat, Krištof s Alexandrou ho ale zadrží.
Večer se v králově ložnici schází královská rada. Král prohlásí se, že jeho nástupcem se má stát jeho syn Valentin. Vévoda Gaston na to opáčí, že se král pomátl, protože Valentin je mrtvý. Ten ale vstoupí do královy ložnice z tajné chodby. Vévoda Gaston chce povolat vojsko, vojáci ho ale již neposlouchají. Vévoda a jeho kumpáni jsou vykázáni z království. Král pasuje Krištofa na rytíře a dá mu panství po svém bratrovi. Princ Valentin se chce oženit s Alexandrou, ta je překvapená, neboť neměla tušení, že princ by mohl vědět, že je dívka. Alexandra nemocného krále uzdraví pomocí kouzelné masti.
Na královské svatbě nemůže chybět Alexandřin otec ani její sestra Helenka se svým snoubencem Arnoštem. Pozvána je i lesní žena Maruna, kterou ale stráže nechtějí vpustit dovnitř, takže pro ni Alexandra musí dojít. Arnoštovi se dostaví bolest zad, takže Alexandra potřetí a naposled použije kouzelnou mast.
Král si nakonec přeje, aby zkřížené meče zůstaly pouze jako ozdoba místností.

## Obsazení
| Vilém Udatný           | princ Valentin                 |
| Kateřina Březinová     | Alexandra                      |
| Jan Čenský             | Krištof                        |
| Jitka Schneiderová     | Helenka                        |
| Josef Somr             | král                           |
| Martin Štěpánek        | hrabě Vilém ze Salmu           |
| Jaroslava Obermaierová | komorná hraběte ze Salmu       |
| Bořivoj Navrátil       | vévoda Gaston, králův bratr    |
| Jiří Pomeje            | Hugo, velitel Gastonova vojska |
| Radim Kalvoda          |                                |
| Blažena Holišová       | lesní žena Maruna              |